# 台湾土圞儿
台湾土圞儿（学名：Apios taiwaniana），为豆科土圞儿属下的一个植物种。半灌木状草本植物，羽状复叶，有小叶，花黄淡紫色。分布于台湾中部。